# Scheggino
Scheggino település Olaszországban, Umbria régióban, Perugia megyében. Lakosainak száma 446 fő (2023. január 1.). Scheggino Ferentillo, Monteleone di Spoleto, Spoleto, Sant'Anatolia di Narco és Poggiodomo községekkel határos.

## Népesség
A település lakossága az elmúlt években az alábbi módon változott:
| Lakosok száma | 449  | 452  | 464  | 446  |
|               | 2017 | 2018 | 2020 | 2023 |